# Ильинский (Пермский край)
Ильи́нский — посёлок (до 1964 года — село Ильинское; в 1964—2011 гг. — посёлок городского типа) в Пермском крае России, административный центр Ильинского района (городского округа).

## География
Расположен на берегу реки Обва, в частности, Обвинского залива Камского водохранилища.

## История
Село Ильинское было основано купцами Строгановыми. С 1770 года Ильинское являлось центром пермских владений Строгановых. Впервые село упоминалось в документах 1579 года.
13 апреля 1964 года село Ильинское Ильинского района было отнесено к категории посёлков городского типа и переименовано в Ильинский. В 2011 году преобразован в сельский населённый пункт (посёлок).

## Население
| 1959  | 1970  | 1979  | 1989  | 2002  | 2006  | 2007  |
| ----- | ----- | ----- | ----- | ----- | ----- | ----- |
| 4746  | ↗6731 | ↘6579 | ↗6602 | ↘6503 | ↘6400 | →6400 |
| 2009  | 2010  | 2021  |       |       |       |       |
| ↗6415 | ↘6288 | ↘6228 |       |       |       |       |

## Достопримечательности
- Ильинский краеведческий музей[12]
- Церковь Ильи Пророка
- Лесопарк «Кузьминка»

Населённый пункт входит в перечень исторических городов России.

## Люди, связанные с посёлком
- Строганов, Григорий Дмитриевич
- Теплоухов, Сергей Александрович
- Гашев, Николай Михайлович
- Воронихин, Андрей Никифорович